# Tetsu (muzyk)
Tetsu Takano, jap. 高野哲 (ur. 12 grudnia 1972 w Tokio) – japoński wokalista, gitarzysta i tekściarz.
Tetsu był pierwszym wokalistą zespołu Malice Mizer (latach 1992–1994). Jest wokalistą zespołu Zigzo.
Tetsu jest również członkiem zespołów The Black Comet Club Band i The JuneJulyAugust, których minialbumy,  Empty Fist oraz Last Night in Babylonia, ukazały się w 2019.